# Memmelsdorf

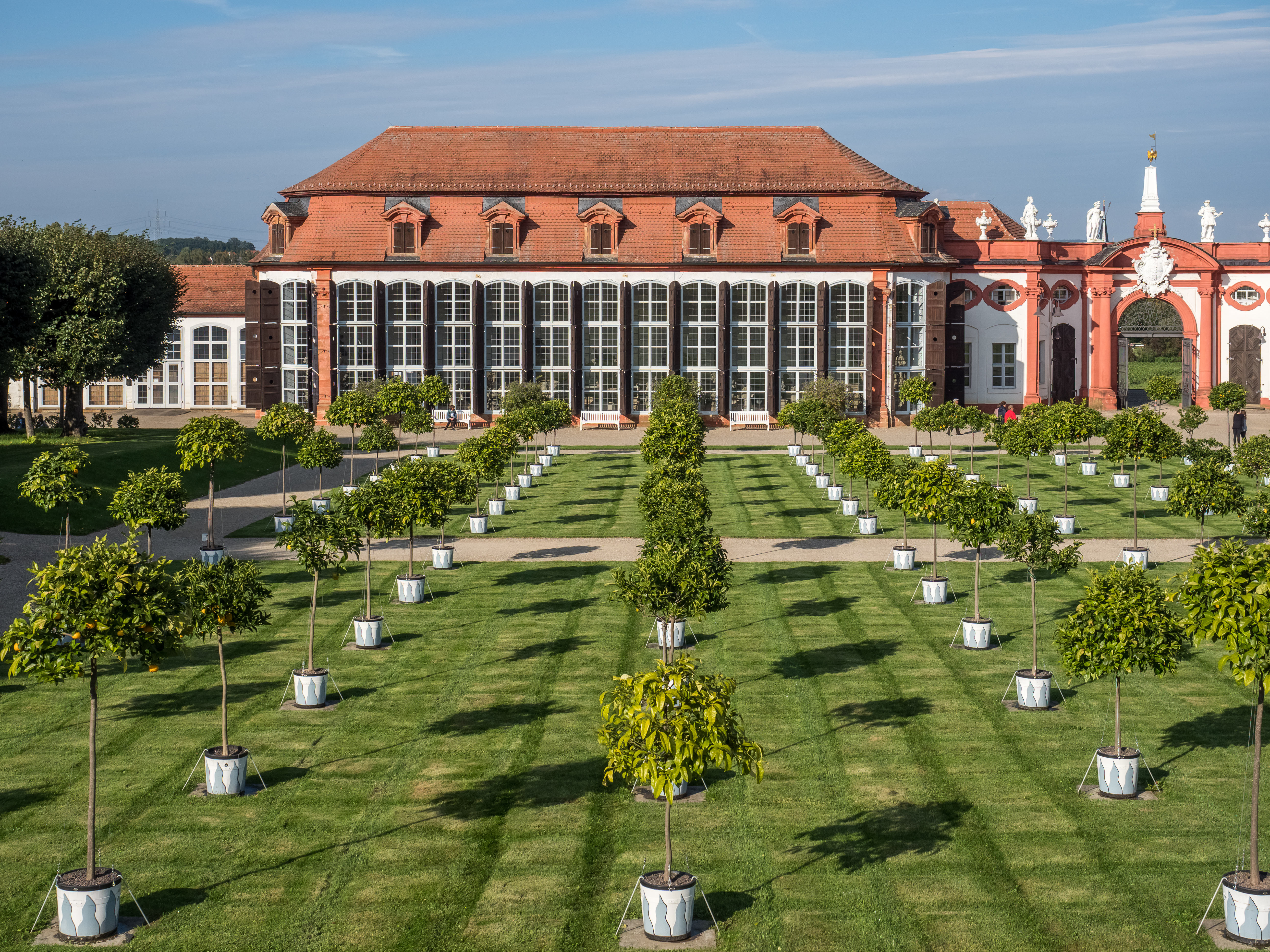
L'orangerie du château de Seehof à Memmelsdorf. Septembre 2017.

Memmelsdorf est une commune de Bavière (Allemagne), située dans l'arrondissement de Bamberg, dans le district de Haute-Franconie.

## Personnalités liées à la ville
- Ferdinand Tietz (1708-1777), sculpteur mort au château de Seehof.